# Dov Elbaum
Dov Elbaum (en hébreu : דב אלבוים), né le 21 décembre 1970, est un écrivain, rédacteur, journaliste, animateur de télévision et maître de conférences en philosophie juive israélien.

## Biographie

### Jeunesse et études
Dov Elbaum naît dans le quartier Méa Shéarim de Jérusalem dans une famille juive ultra-orthodoxe. Elbaum est un descendant de cinquième génération du rabbin Yosef Chaim Sonnenfeld. Il grandit à Ramat Eshkol. Il étudie à la yeshiva ultra-orthodoxe de Hébron, mais quitte et la yeshiva et la religion après avoir réalisé qu'il ne veut pas vivre avec les restrictions et l'isolement de la société imposés par le type d'orthodoxie de la yeshiva.

### Armée et université
Après avoir renoncé à un mode de vie religieux, son père rompt les ponts avec lui pendant dix ans. Il sert dans les forces de défense israéliennes (Tsahal) en tant que journaliste pour Bamahane, l'hebdomadaire de Tsahal. Il intègre le  programme interdisciplinaire Adi Lautman, cursus d'excellence de l'université de Tel Aviv, où il décroche sa licence  interdisciplinaire de philosophie, de kabbale et de hassidisme, ainsi qu'une maîtrise dont l'axe de recherche s'oriente sur le rabbin ukrainien Nahman de Bratslav.

### Vie actuelle
Dov Elbaum est marié à Carmit, avec qui il a quatre filles et vit à Kokhav Yaïr.

## Journalisme et écriture
De 1993 à 2000, Dov Elbaum écrit essentiellement pour deux journaux, Hadashaot et Yediot Ahronot . En 2006, il est rédacteur en chef des éditions Yediot Ahronot et édite le projet-phare, People of the Book, une série célébrant le 60e anniversaire d'Israël. Il édite, entre autres, des ouvrages de Martin Buber,et de Gershom Scholem. Elbaum quitte Yediot Ahronot pour consacrer plus de temps à l'écriture. Outre trois livres pour enfants et de nombreux essais, il est l'auteur de trois romans : « זמן אלול » (Zman Elul*) en 1997, « חיי עם האבות » (ma vie avec les ancêtres) en 2001 et  en 2007, « מסע בחלל הפנוי », roman autobiographique dans lequel Dov Elbaum révèle une année de sa vie au cours de laquelle il a examiné sa foi et ses habitudes au sein du monde de la tradition juive. L'auteur y soulève de nouvelles perspectives sur son style de vie d'enfant et d'adolescent ultra-orthodoxe et de laïc du présent. Le livre est traduit en anglais sous le titre Into the Fullness of Void: A Spiritual Autobiography et paraît en 2009.

## Médias
Dov Elbaum rédige les scripts de l'émission télévisée hebdomadaire Parashat Hashavua, animée par Gil Kopatch sur la première chaîne israélienne en 1997. Deux ans plus tard, il écrit le scénario du film Zakota, diffusé dans le cadre de la compétition Wolgin au Festival international du film de Jérusalem et diffusé à de nombreuses reprises sur la chaîne 2. Ce scénario remporte le premier prix du Conseil de la Culture et des Arts du Ministère de l'Éducation. Entre 2001 et 2005, Elbaum a mené plus de 700 entrevues dans le cadre du programme primé Hotzeh Israel (à travers Israël). Plus tard, Elbaum monte et anime l'émission télévisée documentaire Osim Derekh (marche vers le progrès) sur la chaîne 2, qui traite des scientifiques ayant remporté le prix Israël ces dernières années. Depuis 2007, Elbaum discute de la portion hebdomadaire de la Torah dans son émission télévisée Mekablim Shabbat (Recevoir Shabbat) sur la chaîne 1, accueillant chaque semaine différents invités (universitaires, intellectuels, musiciens et artistes) dont la vie ou le domaine d'intérêt est lié au sujet traité dans l'hebdomadaire.

## Carrière académique
Dov Elbaum enseigne à l'université de Tel Aviv, à l'université ouverte d'Israël et à l'Alma College à Tel Aviv. Il est auteur en résidence et maître de conférences au département de littérature de l'université Ben Gourion du Néguev. Dov Elbaum est chercheur à l'institut Shalom Hartman. En 2006, il crée la yeshiva laïque dans le sud de Tel Aviv en collaboration avec le Centre BINA pour l'identité juive et la culture hébraïque. Le programme se concentre sur l’étude intensive des textes juifs, de la Bible et de la Guemara à la littérature israélienne classique et à l’histoire sioniste. Dov Elbaum donne cours sur le hassidisme et la kabbale à la yeshiva ainsi qu'au centre BINA du mouvement des kibboutz à Ramat Efal, quartier de Ramat Gan.

## Prix et distinctions
Dov Elbaum reçoit le Prix du Président israélien pour les jeunes écrivains et est le récipiendaire 2013 du Prix Liebhaber pour la promotion de la tolérance religieuse et du pluralisme culturel,.

## Œuvres publiées
(Titres d'origine en hébreu accompagnés le cas échéant de leur translittération et, entre parenthèses, de traductions françaises de type sourcier)
- 1997 : זמן אלול »[8] (Zéman-Elûl*)[g]. Durant le mois d'[[Eloul]], deux semaines avant [[Yom Kippour]], lorsque la tradition juive soutient que Dieu juge l'homme pour ses péchés, Nachman entreprend un régime de pénitence. Il se jure de garder le silence, puis renonce à manger et à dormir, se consacrant à l'étude sacrée et aux pensées de repentance. La purification à laquelle il aspire se confronte à une réalité repoussante, étouffante, fanatique et pleine de superstition. L'auteur décrit le monde de la yeshiva à Jérusalem dans les années 1970 et 80 dans un langage unique dérivé de l'argot juif orthodoxe. Ce livre est couronné de critiques élogieuses et ouvre à Elbaum son chemin littéraire au sein de la société israélienne.
- 2001 : « חיי עם האבות »[9] / Hayai 'im Ha-Avot: Agada Otobiyografit* (La mer est large : une légende autobiographique) : fantaisie autobiographique qui situe les ancêtres bibliques dans l'Israël moderne. Ce livre reçoit le Prix du Président pour les jeunes écrivains en 2002. « C'est un roman sympathique et soigneusement écrit que l'on pourrait lire sans interruption. L'histoire pourrait facilement faire rire, émouvoir jusqu'aux larmes et remplir le cœur de sympathie pour le narrateur et les trois âmes perdues qui se évoluent sous nos yeux », écrit Avirama Golan dans le journal Ha'aretz du 9 mai 2001.
- 2006 : « מסע בחלל הפנוי » / Ha-Arye Ha-Raʹamtan, Ve-Ha-Jirafa Gam* (Le lion rugit et la girafe aussi) Livre pour enfants humoristique, porteur d'éléments autobiographiques cachés, qui présente la relation entre une girafe et un lion après que ce dernier s'est rasé la crinière. C'est une histoire sur une véritable amitié, des changements et une identité personnelle.
- 2008 :  זאביק התמנון והסוסון אפרים[10] / Zeʹevik Ha-Tmanun Ve-Hasuson Ephraim* (Zavik le poulpe et l'hippocampe Ephraïm). Livre pour enfants sur un jeune poulpe aux tentacules qui démangent et qui lui causent des ennuis, jusqu'à ce qu'il trouve un ami.
- 2009 : « מסע בחלל הפנוי »[11] / Masa Ba-Chalal Ha-Panuy: Otobiyografya Ruchanit* (voyage dans l'espace libre : autobiographie spirituelle). Dov Elbaum grandit dans une famille ultra-orthodoxe de Jérusalem et semble un prodige  destiné à la grandeur dans le monde de l’étude du Talmud. Mais à la fin de son adolescence, il y a rupture et il se lance dans la société laïque israélienne. Avec la structure de la Kabbale comme feuille de route,, l'auteur voyage dans les recoins les plus profonds de lui-même et de son âme. Œuvre intime et révélatrice, à la fois profondément personnelle et étonnamment universelle. L’édition d'origine est un best-seller en Israël, avec plus de 50 000 exemplaires vendus. « Brillant, courageux et innovant.…Sert de continuation moderne du travail littéraire et scientifique de Martin Buber [et] suit les traces du travail d'Abraham Joshua Heschel.… Rend présent et intériorise les anciennes perceptions kabbalistiques dans sa vie personnelle [et ] crée une compréhension renouvelée – à la fois personnelle et spirituelle – d’une tradition juive qui aujourd’hui fascine également les non-juifs et les non-Israéliens du monde entier. » (une critique de Moshe Idel, professeur à l'université hébraïque de Jérusalem).
- 2012 : « ינוקא באי הנשרים »[12] (Yanuko sur l'Île de l'Aigle). Conte de fées inspiré de l'histoire du rabbin Nachman de Bratslav.
- 2017 : « לא סתם אנטילופה »[13] / Lo Stam Antilopa* (Pas n'importe quelle antilope). Conte pour enfants